# Vatrogasna zabava Vol.4
Vatrogasna zabava vol.4 je četvrti album hrvatskog glazbenog sastava "Vatrogasci" i zadnji je album nazivlja "Vatrogasna zabava".  Poslije ovog albuma sastav napušta pjevač Vladimir Pavelić-Bubi a doći će Mladen Martinović-Dugi.

## Popis pjesama
1. "Fa-fa" (2:58)
  - glazba, stihovi: B. Štulić (Azra - "Fa-fa-fa",  1981.)
2. "Nostalgija" (3:39)
  - glazba: T. Huljić (Magazin feat. L. Horvat Dunjko - "Nostalgija", 1994.)
  - stihovi: Vjekoslava Huljić/Tihomir Borošak
3. "Jenu noć" (3:03)
  - glazba: J. Hiatt (Alen Vitasović - "Jenu noć", 1994.)
  - stihovi: Livio Morosin/Tihomir Borošak
4. "Mala Čiči" (3:10)
  - glazba, stihovi: Silvestar Galić (Zadruga - "Mala Čiči", 1995.)
5. "Papageno" (3:35)
  - glazba: Guido Mineo (Neven Palaček-Papageno - "Papageno", 1995.)
  - stihovi: N. Palaček/Tihomir Borošak
6. "Laži me" (2:53)
  - glazba: A. Vuica (Alka Vuica - "Laži me", 1994.)
  - stihovi: A. Vuica/Tihomir Borošak
7. "S mog bicikla" (2:57)
  - glazba: Sandro Bastiančić (En Face feat. Urban - "S dlana Boga pala si", 1994.)
  - stihovi: Vlado Simčić/Tihomir Borošak
8. "Kazna" (3:49)
  - glazba: Sergio Salečić (Davorka Ručević-Kasandra - "Kazna", 1995.)
  - stihovi: Robert Pilepić/Tihomir Borošak

## Izvođači
- Tihomir Borošak-Tiho: razni instrumenti
- Vladimir Pavelić-Bubi: vodeći vokal

## Vanjske poveznice
- Službene stranice sastava  Arhivirana inačica izvorne stranice od 22. srpnja 2010. (Wayback Machine)